# 시니발리
시니발리(산스크리트어: सिनीवाली)는 리그베다의 두 찬송가 RV 2.32 및 RV 10.184에 언급된 여신이다. 2.32.7-8에서 그녀는 넓은 엉덩이, 공정한 무장, 공정한 손가락, 다산 및 순산을 관장하는 것으로 묘사된다. 그녀는 강가, 라아카, 사라스바티, 인드라니 및 바루니와 함께 호출된다. 10.184.2에서 그녀는 사라스바티와 함께 자궁에 태아를 배치하기 위해 소환된다.
이후의 베다 텍스트에서 그녀는 초승달을 관장하는 라카와 동일시돤다.
시니발리는 또한 마하바라타에 나오는 앙기라스의 딸 이름, 브라흐마 푸라나에 나오는 다트르의 아내와 다르샤의 어머니 이름, 두르가의 이름이기도 하다.